# Ozero Beloje (sjö i Belarus, Vitsebsks voblast, lat 55,26, long 27,69)
Ozero Beloje (Belarusiska: Белае возера) är en sjö i Belarus.   Den ligger i voblasten Vitsebsks voblast, i den norra delen av landet, 150 km norr om huvudstaden Minsk. Ozero Beloje ligger 145 meter över havet.
Omgivningarna runt Ozero Beloje är en mosaik av jordbruksmark och naturlig växtlighet. Runt Ozero Beloje är det ganska glesbefolkat, med 27 invånare per kvadratkilometer.